# Лівермор (Кентуккі)
Лівермор (англ. Livermore) — місто (англ. city) в США, в окрузі Маклейн штату Кентуккі. Населення — 1230 осіб (2020).

## Географія
Лівермор розташований за координатами 37°29′31″ пн. ш. 87°8′3″ зх. д. / 37.49194° пн. ш. 87.13417° зх. д. (37.492021, -87.134144).  За даними Бюро перепису населення США в 2010 році місто мало площу 2,70 км², з яких 2,68 км² — суходіл та 0,03 км² — водойми.

## Демографія
Згідно з переписом 2010 року, у місті мешкало 1365 осіб у 588 домогосподарствах у складі 372 родин. Густота населення становила 505 осіб/км².  Було 652 помешкання (241/км²).
Расовий склад населення:
| - 97,2 % — білих - 0,4 % — корінних американців - 0,4 % — чорних або афроамериканців - 0,2 % — азіатів |

До двох чи більше рас належало 1,5 %. Частка іспаномовних становила 1,0 % від усіх жителів.
За віковим діапазоном населення розподілялося таким чином: 24,3 % — особи молодші 18 років, 59,2 % — особи у віці 18—64 років, 16,5 % — особи у віці 65 років та старші. Медіана віку мешканця становила 39,3 року. На 100 осіб жіночої статі у місті припадало 86,7 чоловіків;  на 100 жінок у віці від 18 років та старших — 82,8 чоловіків також старших 18 років.
Середній дохід на одне домашнє господарство  становив 37 065 доларів США (медіана — 32 714), а середній дохід на одну сім'ю — 38 466 доларів (медіана — 34 009). Медіана доходів становила 30 139 доларів для чоловіків та 25 972 долари для жінок. За межею бідності перебувало 31,1 % осіб, у тому числі 58,3 % дітей у віці до 18 років та 9,0 % осіб у віці 65 років та старших.
Цивільне працевлаштоване населення становило 499 осіб. Основні галузі зайнятості: освіта, охорона здоров'я та соціальна допомога — 24,2 %, виробництво — 15,8 %, роздрібна торгівля — 13,6 %.